# Фасские языки
Фасские языки (фас, байбайские языки; англ. Fas languages) — небольшая семья папуасских языков, распространённая в Папуа — Новой Гвинее. Распространены в северной части центра острова Новая Гвинея в центре провинции Сандаун (бывший Западный Сепик), в округах Аманаб и Аитапе. Название происходит от языка фас.

## Состав
Фасские языки включают всего два языка:
- фас (мому; Fas, Momu, Bembi; нет самоназвания[1]) — 2500 чел. (2000, перепись), 17 деревень; преподаётся в школе, ограниченно используется латинская письменность;
- байбай (Baibai) — 340 чел. (2000, перепись).

Согласно Ловингу и Бассу процент лексических совпадений между языками фас и байбай равен 12 % (подсчитан на основе 180-словного списка Сводеша).
Известны следующие регулярные звуковые соответствия между фас и байбай (Baron 1983:21 ff):
| Соответствие    | Фас    | Байбай  | Значение |
| --------------- | ------ | ------- | -------- |
| ʙ — mb          | mɛʙəkɛ | mɛmbəkɛ | «звезда» |
| *ɾ → k, ɾ       | kəmas  | ɾəmas   | «лук»    |
| метатеза k — f* | kafəki | ɾaɾəfi  | «табак»  |
| *k → ноль,* k   | kɛj    | ɾɛɡi    | «рука»   |

*Метатеза /k/ — /f/ всё ещё действует в языке фас. Метатезы /s/ — /f/ и /s/ — /m/ реконструированы.
*/k/ выпадает в некоторых позициях. Байбайское [ɾɛɡi] на фонемном уровне возможно выглядит как /ɾɛki/.
Ближайшими соседями фасских языков являются:
- погранично-папуасские языки — на западе
- квомтарские языки — на юге
- языки семьи торричелли — на востоке
- скоские языки — на севере

## Внешняя классификация
Впервые эта семья была выделена в работе [Loving and Bass 1964] в составе филы квомтари, которая включала две семьи: собственно квомтари (языки квомтари и биака) и фас (языки фас и байбай). Как позднее обнаружил Витце Барон (1983) значительная часть лексического материала была набрана с искажением, так что переводы находились на строчку ниже соответствующих слов. Видимо, именно это послужило причиной того, что Лейкок в своей работе 1975 года приводит несколько иную классификацию этих языков, объединив в одну семью языки фас и квомтари, а в другую биака и байбай. Кроме того, Лейкок добавил ещё один язык — пью (Pyu), который по его мнению, вместе с квомтари-фасскими языками образует общую филу (Kwomtari Phylum).
Таким образом в классификации Стивена Вурма (1977-82) эта языки выделялись в качестве отдельной семьи в составе филы квомтари (ныне называется квомтари-фасская фила). Барон в своей работе заново перепроверил все данные и вернулся в основном к классификации Ловинга и Басса. Более того, Барон обнаружил ещё один доселе неизвестный язык — гуриасо, достаточно близкий квомтарским языкам. Таким образом, фила квомтари согласно Барону делится на две семьи: квомтарскую (квомтари, наи и гуриасо) и фасскую (фас и байбай) и изолят пью. При этом Барон не обнаружил никаких подтверждений родства между языками квомтарскими, фасскими и пью.
Малком Росс (2005) на основе предполагаемой схожести местоименных систем выдвинул араи-квомтарийскую гипотезу (Left May-Kwomtari / Arai-Kwomtari languages) о родстве арайских языков и квомтари-байбайских языков. Так как последние сами по себе являются ошибочной гипотезой, валидность всей гипотезы ставится под сомнение.

## Лингвистическая характеристика
Практически все известные материалы по фасским языкам состоят из нескольких статей по языку фас, в основном Барона Витце. В одной из статей он доказывает, что фонологические процессы в языке фас опровергают заявления сторонников естественной порождающей фонологии (Natural Generative Phonology) о том, что Принцип непрозрачности (Opacity Principle) Пола Кипарского не имеет исключений. Также языку фас посвящена диссертация Фионы Блейк (она называет этот язык «мому»).
Одной из особенностей языка фас является наличие губно-губной дрожащей фонемы [ʙ]. Её наличие подтверждает Барон (Baron 1979:95), несмотря на сомнения Лейкока (1975:854) относительно более ранних сообщений об этой фонеме у Кэпелла (1962).